# Combretum nioroense
Combretum nioroense är en tvåhjärtbladig växtart som beskrevs av Aubrev. och Ronald William John Keay. Combretum nioroense ingår i släktet Combretum och familjen Combretaceae. Inga underarter finns listade i Catalogue of Life.